# Chamouilley
Chamouilley ist eine französische Gemeinde mit 725 Einwohnern (Stand: 1. Januar 2022) im Département Haute-Marne in der Region Grand Est (vor 2016 Champagne-Ardenne). Sie gehört zum Arrondissement Saint-Dizier und ist Mitglied im Gemeindeverband Communauté d’agglomération du Grand Saint-Dizier, Der et Vallées. Die Bewohner werden Camoléusiens und Camoléusienes genannt.
Die Gemeinde erhielt 2024 die Auszeichnung „Zwei Blumen“, die vom Conseil national des villes et villages fleuris (CNVVF) im Rahmen des jährlichen Wettbewerbs der blumengeschmückten Städte und Dörfer verliehen wird.

## Geographie
Chamouilley liegt etwa neun Kilometer ostsüdöstlich des Stadtzentrums von Saint-Dizier an der Marne. Umgeben wird Chamouilley von den Nachbargemeinden Ancerville im Norden und Nordwesten, Cousances-les-Forges im Osten, Narcy im Südosten, Eurville-Bienville im Süden sowie Roches-sur-Marne im Westen.

## Bevölkerungsentwicklung
| Jahr                       | 1962 | 1968 | 1975 | 1982 | 1990 | 1999 | 2006 | 2011 | 2018 |
| -------------------------- | ---- | ---- | ---- | ---- | ---- | ---- | ---- | ---- | ---- |
| Einwohner                  | 910  | 1092 | 1022 | 992  | 943  | 883  | 855  | 847  | 803  |
| Quellen: Cassini und INSEE |      |      |      |      |      |      |      |      |      |

## Sehenswürdigkeiten
- Kirche Notre-Dame-de-l’Assomption aus dem 12./13. Jahrhundert

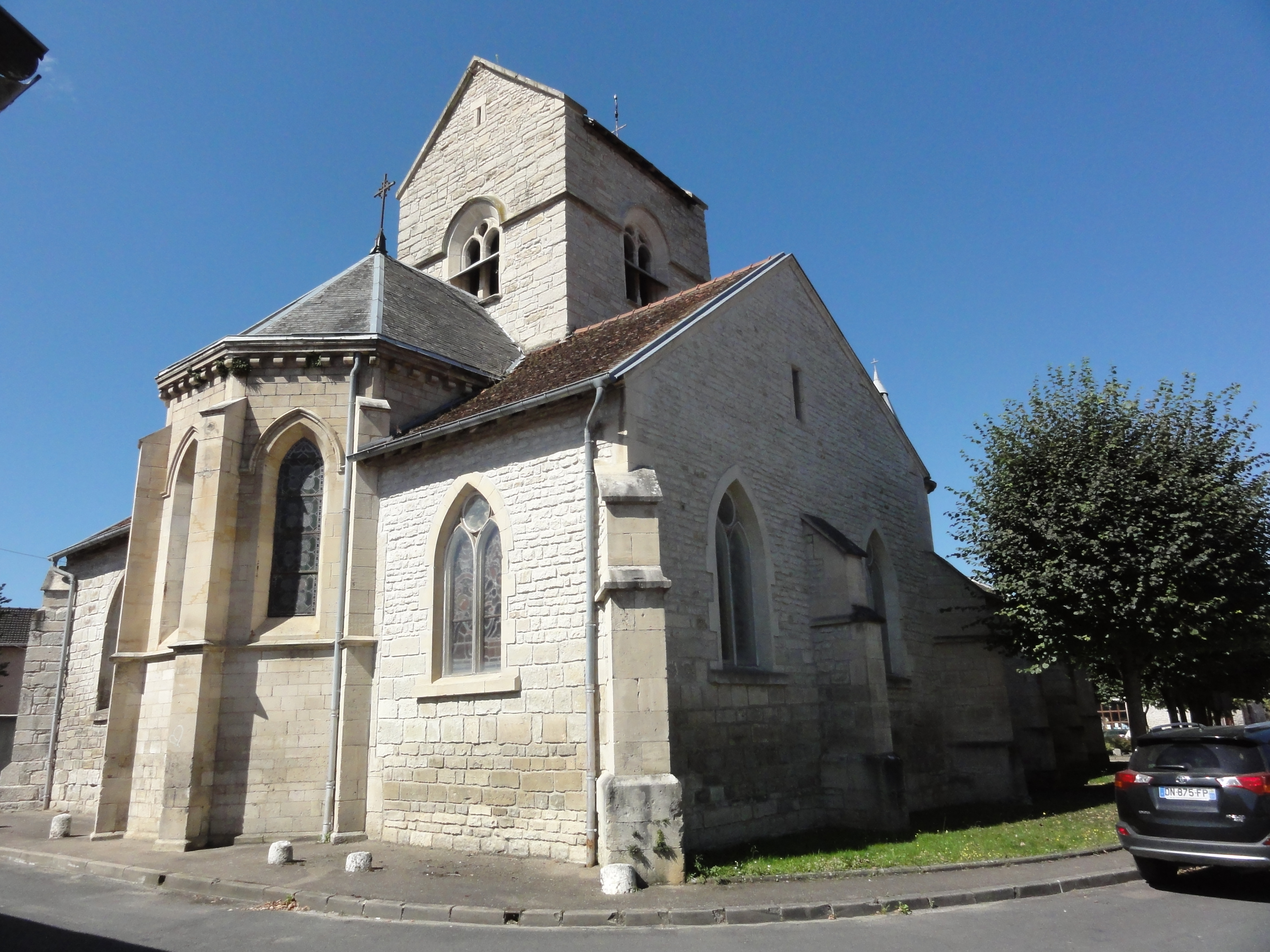
Kirche Notre-Dame-de-l’Assomption

## Persönlichkeiten
- Charles-Guillaume Étienne (1777–1845), Dramaturg und Politiker